# Římskokatolická farnost Praha-Čakovice
Římskokatolická farnost u kostela sv. Remigia Praha-Čakovice je územní společenství římských katolíků v rámci IV. pražského vikariátu v arcidiecézi pražské.

## Dějiny farnosti
Pravděpodobně při kostele svatého Remigia (poprvé se toto zasvěcení místního kostela objevuje v roce 1604) zde byla již kolem roku 1352 plebánie. Kostel byl během třicetileté války zničen. Druhý kostel, na stejném místě, byl vystavěn v letech 1735–1737. Po reformaci zde konali duchovní péči kněží z kláštera Emauzy a od roku 1635 kněží z kláštera svatého Mikuláše (Praha 1). V roce 1670 zde byla filiálka farnosti Vinoř a od roku 1787 filiálka farnosti Třeboradice. Vzhledem k zchátralosti stavby bylo v roce 1875 rozhodnuto o zboření tohoto kostela a 12. prosince 1877 vydáno povolení ke stavbě. Třetí kostel byl vysvěcen 2. října 1881. V roce 1901 byla Čakovická farnost obnovena.
Matriky jsou zde vedeny od roku 1901, dříve ve farnosti Třeboradice (uloženy jsou na Obvodním úřadě městské části Praha 1). Matriky od roku 1950 se nacházejí ve farnosti. Od 1. ledna 2021 byla do farnosti začleněna farnost Praha-Třeboradice. Starší názvy: Čakovice; Čakovice Velké; Čakovicium; Praha 9-Čakovice – sv. Remigius.

## Území farnosti
- Praha-Letňany (celá obec)
- Praha-Čakovice
- Miškovice
- Třeboradice (celá obec)
- Veleň-Mírovice
- Veleň (celá obec)[2]

## Kostely a kaple ve farnosti
- Kostel svatého Remigia (Praha-Čakovice) – farní kostel
- Kostel Nanebevzetí Panny Marie (Praha-Třeboradice)[2]

## Osoby farnosti
- dp. Mgr. Pavel Budský – administrátor (od prosince 2010), k 1. červenci 2016 zde ustanoven farářem
- P. Mgr. František Čech – farář
- Mgr. Anna Steinová – pastorační asistentka[2]